# NGC 3603-B
NGC 3603-B eller HD 97950B är en ensam stjärna i norra delen av stjärnbilden Kölen och belägen i mitten av HD 97950-hopen i det stjärnbildande området NGC 3603. Den har en skenbar magnitud av ca 11,33 och kräver ett teleskop för att kunna observeras. Den beräknas befinna sig på ett avstånd på ca 25 000 ljusår (ca 7 600 parsek) från solen. 
NGC 3603-B katalogiserades först som en stjärna, men var känd för att vara en tät klunga eller flera nära stjärnor. År 1926 fick de sex ljusaste medlemmarna bokstavsbeteckning från A till F, även om flera av dem sedan har lösts upp till mer än en stjärna. Stjärna B visade sig vara den ljusaste stjärnan.

## Egenskaper
NGC 3603-B är en blå stjärna av spektralklass WN6h. Den har en massa som är ca 132 solmassor, en radie som är ca 34 solradier och har ca 2 900 000 gånger solens utstrålning av energi från dess fotosfär vid en effektiv temperatur av ca 42 000 K.

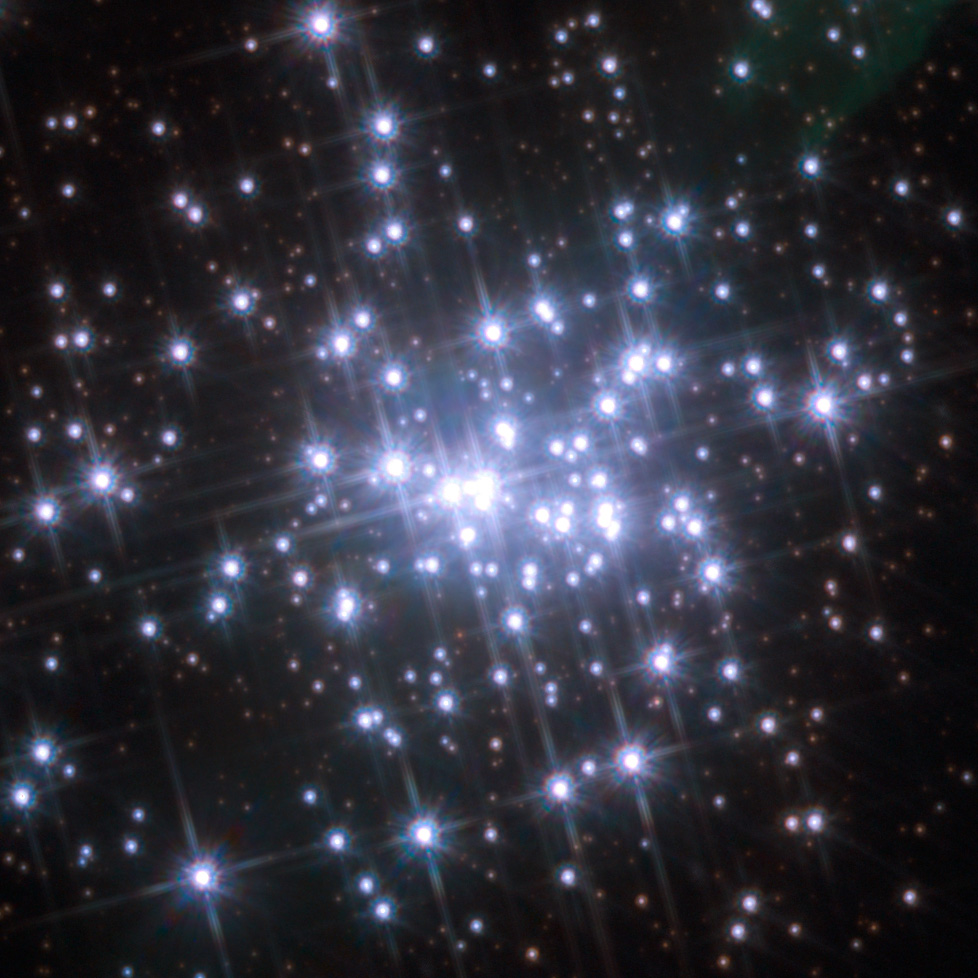
B är den ljusstarkaste stjärnan precis till vänster av de tre knappt upplösta A-komponenterna i mitten i denna HST-bild av den centrala delen av HD 97950.
Foto: NASA, ESA och Wolfgang Brandner (MPIA), Boyke Rochau (MPIA) och Andrea Stolte (Universitetet i Köln).

NGC 3603-B är en Wolf-Rayet-stjärna och är bland de mest ljusstarka och mest massiva stjärnorna som är kända. Den har ett spektrum som domineras av kraftigt bredda emissionslinjer. Spektraltyp WN6 anger att linjer av joniserat kväve är starka i jämförelse med linjer för joniserat kol, och suffixet h anger att vätelinjer också ses i spektrumet. Denna typ av WR-stjärna är inte den klassiska avskalade, åldrade stjärnan med kärnfusion av helium, utan ett ungt mycket ljusstarkt objekt med fusionsprodukter av CNO-cykeln som syns på ytan på grund av stark konventionell och roterande blandning och höga massförlusthastigheter från atmosfären. Emissionslinjerna genereras i stjärnvinden och fotosfären är helt dold. Ytfraktionen av väte uppskattas fortfarande till cirka 60 procent.